# Riccarda Dietsche
Riccarda Dietsche (30 de abril de 1996) es una deportista de Suiza que compite en atletismo. Ganó una medalla de plata en el Campeonato Europeo de Atletismo por Equipos de 2021, en la prueba de 4 × 100 metros.